# Cehegín
Cehegín est une municipalité dans la province de Murcie, Espagne. Elle a une superficie de 293 km2 et une population d'environ 14 800 (2004), et est traversée par le fleuve Argos.

## Histoire
En 1264, Alphonse X le sage fit don de Cehegín aux Templiers pour les remercier de leur aide à la suite de l'insurrection survenue dans le taïfa de Murcie. Le village va alors dépendre de la commanderie de Caravaca et sera officiellement dévolu à l'ordre de Santiago en 1344 tout comme Caravaca et Bullas.